# Refractohilum galligenum
Refractohilum galligenum är en lavart som beskrevs av D. Hawksw. 1977. Refractohilum galligenum ingår i släktet Refractohilum, divisionen sporsäcksvampar och riket svampar.  Arten är reproducerande i Sverige. Inga underarter finns listade i Catalogue of Life.